# Socorro Hernández
Socorro Elizabeth Hernández de Hernández (11 de marzo de 1952) es una rectora del Consejo Nacional Electoral de Venezuela (CNE).

## Carrera
El Departamento del Tesoro de Estados Unidos la señaló de estar involucrada en la reubicación de centros electorales tan solo cuatro días antes de las elecciones a la Asamblea Nacional Constituyente de 2017, y por lo tanto, impidiendo el ejercicio del voto.
Después de las elecciones de la Asamblea Costituyente, Hernández fue designada al CNE para el periodo 2016–2022 por el Tribunal Supremo de Justicia, aunque la Constitución de Venezuela establece que los funcionarios del CNE deben ser nombrados por la Asamblea Nacional.

## Sanciones
Hernández ha sido sancionada por varios países. Canadá sancionó 40 funcionarios venezolanos, incluyendo a Hernández, en septiembre de 2017. Las sanciones estaban dirigidas a conductas que socavaban la democracia después de que al menos 125 personas  fueran asesinadas en las protestas en Venezuela de 2017 y "en respuesta al gobierno del descenso de profundización de Venezuela a una dictadura". A los ciudadanos canadienses se les prohibió realizar transacciones con 40 individuos, cuyos activos en Canadá fueron congelados.
En noviembre, diez oficiales gubernamentales, incluyendo Hernández, fueron includos a la lista de venezolanos sancionaods por Estados Unidos después del elecciones a la Asamblea Nacional Constituyente de 2017. El Departamento del Tesoro describió a los individuos como "relacionados con socavar procesos electorales, censura de medios de comunicación, o corrupción en programas alimenticios administrados por el gobierno en Venezuela".
En marzo de 2018, Panamá sancionó 55 funcionarios públicos, incluyendo a Hernández.
En junio de 2018, la Unión Europea (UE) sancionó a once funcionarios, incluyendo a Hernández, como respuesta a las elecciones presidenciales de mayo, que la UE describió como "ni libres ni justas", declarando que "su resultado careció de cualquier credibilidad ya que el proceso electoral no aseguró las garantías necesarias para que fueran inclusivas y democráticas".
El 10 de julio de 2018 Hernández, entre once individuos anteriormente sancionados por la Unión Europea en junio de 2018, fue agregada a la lista de sanciones de Suiza. El 13 de mayo de 2024 la Unión Europea retiró temporalmente las sanciones a Socorro Elizabeth Hernández exrectora del Consejo Nacional Electoral (2010-2020) y a otros funcionarios venezolanos hasta el 10 de enero de 2025.